# 清水信貴
清水信貴（しみず のぶたか)は、日本のフルート奏者。相愛大学音楽学部教授。日本フルート協会副会長。
桐朋女子高校音楽科（共学）、桐朋学園大学音楽学部でフルートを専攻。同大学在学中に読売日本交響楽団に入団している。その後、1981年にアメリカのジュリアード音楽院に留学してフルートをジュリアス・ベイカーに師事。1986年に京都市交響楽団のフルート奏者に招かれて入団、1996年から2016年3月まで京都市交響楽団の首席フルート奏者。